# ویکتور والدز
ویکتور والدز آریباس (اسپانیایی: Víctor Valdés Arribas‎؛ زادهٔ ۱۴ ژانویهٔ ۱۹۸۲) بازیکن فوتبال سابق اهل اسپانیا است که به عنوان دروازه‌بان بازی می‌کرد. او بیشتر دوران حرفه‌ای خود را با بارسلونا در لالیگا گذراند و در ۵۳۵ بازی رسمی که حضور داشت، ۲۱ عنوان قهرمانی را کسب کرد. در سطح ملی او همچنین عضوی از تیم اسپانیا بود که قهرمانی جام جهانی فوتبال ۲۰۱۰ و یورو ۲۰۱۲ را به دست آورد. والدز که به عنوان یکی از بهترین دروازه‌بانان تاریخ بارسلونا شناخته می شود، مدت کوتاهی را در منچستریونایتد، استاندارد لیژ و میدلزبورو نیز سپری کرد. او هم اکنون سرمربی تیم رئال آویلا در سطح چهارم فوتبال اسپانیا می باشد. 
او در اوت ۲۰۱۷ با وجود داشتن پیشنهادهای زیادی از اسپانیا آن‌ها را رد کرد و در ژانویه ۲۰۱۸ رسماً از فوتبال حرفه‌ای خداحافظی کرد و دستکش‌هایش را آویخت.او با به دست آوردن ۵ جایزه ریکاردو زامورا مشترکا در کنار انتونی رامالتس پس از یان اوبلاک در رده دوم قرار دارند.

## سال‌های اولیه
والدز در لوسپیتالد د یوبروات، در استان بارسلون ایالت کاتالونیا اسپانیا زاده‌شد. وی در ۱ ژوئیه ۱۹۹۲ به آکادمی بارسلونا پیوست.

## پیشینهٔ باشگاهی
والدز اولین بازی خود در تیم اول را در برابر لگیا ورشو در مرحله سوم مقدماتی لیگ قهرمانان اروپا در ۱۴ اوت ۲۰۰۲ انجام داد.
او ابتدا در فصل ۲۰۰۳-۲۰۰۲ در بعضی بازی‌ها به جای رابرتو بونابو بازی می‌کرد اما در آخر فصل به دروازه‌بان ثابت تیم بارسلونا تبدیل شد.
او در فصل ۲۰۰۶-۲۰۰۵ در دوگانهٔ بارسلونا یکی از بازیکنان کلیدی تیم به شمار می‌رفت و در فینال جام باشگاه‌های اروپا مقابل آرسنال با واکنش‌های خیره‌کننده‌اش دومین قهرمانی آبی و اناری‌ها را در اروپا به ارمغان آورد.
در ۱۷ ژوئن ۲۰۰۷، در آخرین بازی لالیگا، والدز در تمام ۳۸ بازی فصل لالیگا به رکورد دروازه‌بانی آندونی زوبیزارتا، دروازه‌بان سابق بارسلونا رسید و هرگز تعویض نشد.
والدز با کلین شیت مقابل رنجرز در ۷ نوامبر ۲۰۰۷، رکورد باشگاه بارسلونا را برای نخوردن گل در رقابت‌های اروپایی را به نام خود ثبت کرد، که باعث شد پس از ۴۶۶ دقیقه نخوردن گل، رکورد بارسلونا را دوباره بنویسد.
او در فصل ۲۰۰۹-۲۰۰۸ دومین جایزه‌ی زامورا خود را دریافت کرد و در فینال رم در مقابل منچستر یونایتد عملکرد خوبی داشت و اولین دروازه‌بان تاریخ بارسلونا شد که دوبار جام گوش دراز را بالای سر می‌برد و در آخر فصل قرارداد خود را تا سال ۲۰۱۴ تمدید کرد.
او در فصل بعد سومین جایزه‌ی زامورای خود را دریافت کرد و در ۳۸ بازی لیگ فقط ۲۴ گل دریافت کرد.
در ۱۶ مه ۲۰۱۰، والدز چهارمین عنوان قهرمانی خود در لیگ را به دست آورد درحالی که بارسلونا دومین قهرمانی متوالی لیگ اسپانیا را با تیم پپ گواردیولا به دست آورد و فصل را با ۹۹ امتیاز به پایان رساند.
در ۲۹ اوت ۲۰۱۱، والدز ۴۱۰مین بازی خود را با بارسلونا انجام داد و با رکورد آندونی زوبیزارتا به عنوان دروازه‌بان بارسلونا با بیشترین بازی برابری کرد.
در ۱ مه ۲۰۱۳، در باخت ۰-۳ در نیمه‌نهایی لیگ قهرمانان اروپا مقابل بایرن‌مونیخ در نیوکمپ، والدز صدمین بازی خود را در این رقابت‌ها انجام داد و هفدهمین بازیکنی شد که این کار را انجام می‌دهد.
ویکتور والدز در ۲۶ مارس ۲۰۱۴ در نیوکمپ پس از برخورد با فابیان اورلانا دچار آسیب‌دیدگی از ناحیه رباط صلیبی شد. این مصدومیت زندگی حرفه‌ای او را به شدت تغییر داد و در نهایت به کوتاهی حضورش در کاتالونیا منجر شد. حتی زمانی که والدز تصمیم گرفت قراردادش را با بارسلونا تمدید نکند همچنان مصدوم بود. او در ادامه و پیش از بازنشستگی شانس خود را در منچستریونایتد، استاندارد لیژ و میدلزبورو امتحان کرد اما هرگز فرم قبلی خود را بازنیافت.

### منچستریونایتد
او در سال ۲۰۱۵ به طور آزاد و با قراردادی ۱۸ ماه به منچستریونایتد لوییز فان خال پیوست.
در ۱۵ ژوئیه ۲۰۱۵، لوئیس فان خال، سرمربی منچستریونایتد، اعلام کرد که والدز پس از اینکه ادعا شد از حضور در یک بازی ذخیره امتناع کرده‌است، در لیست نقل و انتقالات قرار گرفته است. ماه بعد، شماره تیمی برای فصل آینده به او داده نشد.

### استاندارد لیژ
در ۲۳ ژانویه ۲۰۱۶، منچستریونایتد اعلام کرد که والدز با قراردادی قرضی شش ماهه به باشگاه استاندارد لیژ بلژیکی منتقل خواهد شد.
او اولین بازی خود را یک هفته بعد در برد ۰-۲ در لیگ برتر فوتبال بلژیک انجام داد. در ۲۰ مارس، والدز فینال جام بلژیک ۲۰۱۶ را برد و به همراه استاندارد لیژ، کلوب بروژ را ۱-۲ شکست داد. دورهٔ قرضی او در ۲۹ آوریل پس از اینکه باشگاه تصمیم گرفت به بازیکنان جوان بیشتری فرصت بازی در بازی‌های پایان فصل را بدهد، کوتاه شد.

### میدلزبور
در ۷ ژوئیه ۲۰۱۶، والدز قراردادی دو ساله را برای انتقال آزاد در میدلزبورو که تازه به لیگ برتر ارتقا یافته بود، امضا کرد که توسط هموطنش آیتور کارانکا سرمربی‌گری می‌شد. در ۱۳ اوت ۲۰۱۶، والدز اولین بازی خود را در تساوی ۱-۱ مقابل استوک سیتی انجام داد. در ۲۲ اکتبر ۲۰۱۶، والدز اولین کلین شیت خود در فصل را در تساوی ۰-۰ مقابل آرسنال انجام داد.  باشگاه در مارس ۲۰۱۷ پس از باخت ۰-۲ مقابل استوک سیتی، با اخراج کارانکا در اواخر همان ماه، وارد منطقه سقوط شد.  والدز و همچنین دروازه‌بان همکارش برد گوزان در ۱ ژوئیه ۲۰۱۷ باشگاه را ترک کردند.  اگرچه او پیشنهادهایی از چندین باشگاه در اسپانیا برای طولانی کردن دوران حرفه‌ای خود داشت، والدز در اوت ۲۰۱۷ از فوتبال حرفه‌ای بازنشسته شد.

## آمار

### باشگاهی
| باشگاه               | فصل     | لیگ        | لیگ    | کاپ        | کاپ    | لیگ کاپ    | لیگ کاپ | یوفا       | یوفا   | دیگر جام‌ها | دیگر جام‌ها | مجموع      | مجموع  |
| باشگاه               | فصل     | تعداد بازی | گل زده | تعداد بازی | گل زده | تعداد بازی | گل زده  | تعداد بازی | گل زده | تعداد بازی | گل زده     | تعداد بازی | گل زده |
| -------------------- | ------- | ---------- | ------ | ---------- | ------ | ---------- | ------- | ---------- | ------ | ---------- | ---------- | ---------- | ------ |
| بارسلونا بی          | ۰۱–۲۰۰۰ | ۱۴         | ۰      | —          | —      | —          | —       | —          | —      | —          | —          | ۱۴         | ۰      |
| بارسلونا بی          | ۰۲–۲۰۰۱ | ۴۳         | ۰      | —          | —      | —          | —       | —          | —      | —          | —          | ۴۳         | ۰      |
| بارسلونا بی          | ۰۳–۲۰۰۲ | ۲۰         | ۰      | —          | —      | —          | —       | —          | —      | —          | —          | ۲۰         | ۰      |
| بارسلونا بی          | مجموع   | ۷۷         | ۰      | —          | —      | —          | —       | —          | —      | —          | —          | ۷۷         | ۰      |
| بارسلونا             | ۰۳–۲۰۰۲ | ۱۴         | ۰      | ۰          | ۰      | —          | —       | ۶          | ۰      | —          | —          | ۲۰         | ۰      |
| بارسلونا             | ۰۴–۲۰۰۳ | ۳۳         | ۰      | ۶          | ۰      | —          | —       | ۵          | ۰      | —          | —          | ۴۴         | ۰      |
| بارسلونا             | ۰۵–۲۰۰۴ | ۳۵         | ۰      | ۰          | ۰      | —          | —       | ۸          | ۰      | —          | —          | ۴۳         | ۰      |
| بارسلونا             | ۰۶–۲۰۰۵ | ۳۵         | ۰      | ۰          | ۰      | —          | —       | ۱۲         | ۰      | ۲          | ۰          | ۴۹         | ۰      |
| بارسلونا             | ۰۷–۲۰۰۶ | ۳۸         | ۰      | ۰          | ۰      | —          | —       | ۸          | ۰      | ۴          | ۰          | ۵۰         | ۰      |
| بارسلونا             | ۰۸–۲۰۰۷ | ۳۵         | ۰      | ۶          | ۰      | —          | —       | ۱۱         | ۰      | —          | —          | ۵۲         | ۰      |
| بارسلونا             | ۰۹–۲۰۰۸ | ۳۵         | ۰      | ۰          | ۰      | —          | —       | ۱۴         | ۰      | —          | —          | ۴۹         | ۰      |
| بارسلونا             | ۱۰–۲۰۰۹ | ۳۸         | ۰      | ۰          | ۰      | —          | —       | ۱۲         | ۰      | ۵          | ۰          | ۵۵         | ۰      |
| بارسلونا             | ۱۱–۲۰۱۰ | ۳۲         | ۰      | ۰          | ۰      | —          | —       | ۱۱         | ۰      | ۱          | ۰          | ۴۴         | ۰      |
| بارسلونا             | ۱۲–۲۰۱۱ | ۳۵         | ۰      | ۰          | ۰      | —          | —       | ۱۱         | ۰      | ۵          | ۰          | ۵۱         | ۰      |
| بارسلونا             | ۱۳–۲۰۱۲ | ۳۱         | ۰      | ۰          | ۰      | —          | —       | ۱۱         | ۰      | ۲          | ۰          | ۴۴         | ۰      |
| بارسلونا             | ۱۴–۲۰۱۳ | ۲۶         | ۰      | ۰          | ۰      | —          | —       | ۶          | ۰      | ۲          | ۰          | ۳۴         | ۰      |
| بارسلونا             | مجموع   | ۳۸۷        | ۰      | ۱۲         | ۰      | —          | —       | ۱۱۵        | ۰      | ۲۱         | ۰          | ۵۳۵        | ۰      |
| منچستر یونایتد       | ۱۵–۲۰۱۴ | ۲          | ۰      | ۰          | ۰      | —          | —       | —          | —      | —          | —          | ۲          | ۰      |
| منچستر یونایتد       | ۱۶–۲۰۱۵ | ۰          | ۰      | ۰          | ۰      | ۰          | ۰       | —          | —      | —          | —          | ۰          | ۰      |
| منچستر یونایتد       | مجموع   | ۲          | ۰      | ۰          | ۰      | —          | —       | —          | —      | —          | —          | ۲          | ۰      |
| استاندارد لیژ (قرضی) | ۱۶–۲۰۱۵ | ۵          | ۰      | ۲          | ۰      | —          | —       | —          | —      | ۱          | ۰          | ۸          | ۰      |
| استاندارد لیژ (قرضی) | مجموع   | ۵          | ۰      | ۲          | ۰      | —          | —       | —          | —      | ۱          | ۰          | ۸          | ۰      |
| میدلزبرو             | ۱۷–۲۰۱۶ | ۲۸         | ۰      | ۰          | ۰      | —          | —       | —          | —      | ۰          | ۰          | ۲۸         | ۰      |
| میدلزبرو             | مجموع   | ۲۸         | ۰      | ۰          | ۰      | —          | —       | —          | —      | ۰          | ۰          | ۲۸         | ۰      |
| مجموع                | مجموع   | ۴۹۹        | ۰      | ۱۳         | ۰      | ۰          | ۰       | ۱۱۵        | ۰      | ۲۲         | ۰          | ۶۵۰        | ۰      |

### ملی
او اولین بازی ملی خود را در برابر آفریقای جنوبی در سال ۲۰۱۰ انجام داد .
او در اوج دوران حرفه ای خود و درحالی که برای جام جهانی ۲۰۱۴ آماده میشد با مصدومیت رباط مواجه شد و از لیست جام جهانی خط خورد و به جای او داوید دخئا به تیم ملی اسپانیا دعوت شد.
| تیم ملی | سال   | تعداد بازی | گل زده |
| ------- | ----- | ---------- | ------ |
| اسپانیا |       |            |        |
| ۲۰۱۰    | ۳     | ۰          |        |
| ۲۰۱۱    | ۴     | ۰          |        |
| ۲۰۱۲    | ۳     | ۰          |        |
| ۲۰۱۳    | ۹     | ۰          |        |
| ۲۰۱۴    | ۱     | ۰          |        |
| مجموع   | مجموع | ۲۰         | ۰      |

## افتخارات

### باشگاهی
بارسلونا

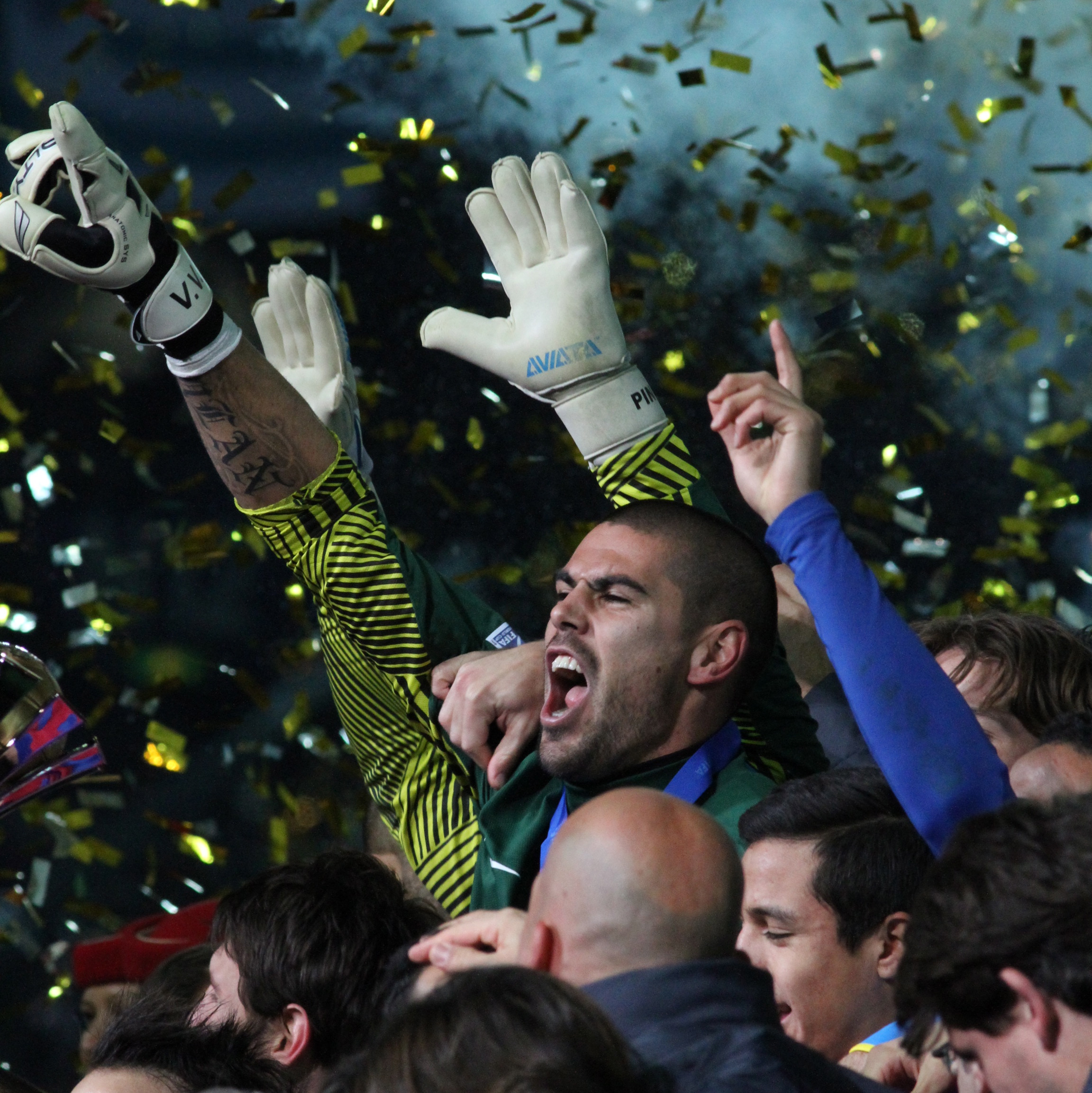
والدز هنگام جشن گرفتن با بارسلونا پس از قهرمانی در جام باشگاه‌های جهان در سال ۲۰۱۱

- لا لیگا: ۰۵–۲۰۰۴، ۰۶–۲۰۰۵، ۰۹–۲۰۰۸، ۱۰–۲۰۰۹، ۱۱–۲۰۱۰، ۱۳–۲۰۱۲
- کوپا دل ری: ۰۹–۲۰۰۸، ۱۲–۲۰۱۱
- سوپر جام فوتبال اسپانیا: ۲۰۰۵، ۲۰۰۶، ۲۰۰۹، ۲۰۱۰، ۲۰۱۱، ۲۰۱۳
- لیگ قهرمانان اروپا: ۰۶–۲۰۰۵، ۰۹–۲۰۰۸، ۱۱–۲۰۱۰
- سوپرجام اروپا: ۲۰۰۹، ۲۰۱۱
- جام باشگاه‌های فوتبال جهان: ۲۰۰۹، ۲۰۱۱

استاندارد لیژ
- جام حذفی فوتبال بلژیک: ۱۶–۲۰۱۵[۷]

### ملی
اسپانیا
- جام جهانی فوتبال: ۲۰۱۰
- جام ملت‌های اروپا: ۲۰۱۲

### فردی
- جایزه ریکاردو زامورا: ۰۵–۲۰۰۴، ۰۹–۲۰۰۸، ۱۰–۲۰۰۹، ۱۱–۲۰۱۰، ۱۲–۲۰۱۱
- دروازه‌بان فصل لالیگا: ۱۰–۲۰۰۹، ۱۱–۲۰۱۰
- تیم سال اروپا اسپورت مدیا: ۱۱–۲۰۱۰
- بازیکن ماه میدلزبورو: اکتبر ۲۰۱۶[۸]